# Wereldkampioenschappen turnen 1913
De 6de Wereldkampioenschappen turnen werden in 1913 in Parijs,  Frankrijk gehouden.

## Resultaten

### Mannen

#### All Round individueel
| Rang | Atleet       | Totaal  |
| ---- | ------------ | ------- |
| 1.   | Marco Torrès | 142,000 |
| 2.   | Karel Stary  | 141,500 |
| 3.   | Josef Sykora | 136,500 |

### All Round team
| Rang | Team | Totaal  |
| ---- | --- | ------- |
| 1.   | Tsjecho-Slowakije Josef Čada, Václav Donda, Robert Prazák, Karel Stary, Ferdinand Steiner, Josef Sykora | 804,500 |
| 2.   | Frankrijk Aubry, Ben Sadoun, Laurent Grech, Marquelet, Louis Ségura, Marco Torrès                       | 777,750 |
| 3.   | Italië Pietro Bianchi, Guido Boni, Osvaldo Palazzi, Guido Romano, Paolo Salvi, Giorgio Zampori          | 772,250 |

### Paard met bogen
| Rang | Atleet          | Totaal |
| ---- | --------------- | ------ |
| 1.   | Giorgio Zampori | 19,750 |
| 2.   | Marco Torrès    | 19,250 |
| 2.   | Aubry           | 19,250 |
| 2.   | Osvaldo Palazzi | 19,250 |

### Brug met gelijke leggers
| Rang | Atleet          | Totaal |
| ---- | --------------- | ------ |
| 1.   | Giorgio Zampori | 20,000 |
| 1.   | Guido Boni      | 20,000 |
| 3.   | Pierre Hentges  | 19,500 |

### Rekstok
| Rang | Atleet          | Totaal |
| ---- | --------------- | ------ |
| 1.   | Marco Torrès    | 20,000 |
| 1.   | Josef Čada      | 20,000 |
| 3.   | A. Demol        | 19,500 |
| 3.   | Osvaldo Palazzi | 19,500 |
| 3.   | Josef Sykora    | 19,500 |

### Ringen
| Rang | Atleet          | Totaal |
| ---- | --------------- | ------ |
| 1.   | Laurent Grech   | 19,750 |
| 1.   | Marco Torrès    | 19,750 |
| 1.   | Giorgio Zampori | 19,750 |
| 1.   | Guido Boni      | 19,750 |

## Medailletabel
| Plaats | Land              | Goud | Zilver | Brons | Totaal |
| 1      | Italië            | 5    | 1      | 2     | 8      |
| 2      | Frankrijk         | 4    | 3      | 0     | 7      |
| 3      | Tsjecho-Slowakije | 2    | 1      | 2     | 5      |
| 4      | België            | 0    | 0      | 1     | 1      |
| 4      | Luxemburg         | 0    | 0      | 1     | 1      |
| Totaal | Totaal            | 11   | 5      | 6     | 26     |

1903 ·
1905 ·
1907 ·
1909 ·
1911 ·
1913 ·
1922 ·
1926 ·
1930 ·
1934 ·
1938 ·
1950 ·
1954 ·
1958 ·
1962 ·
1966 ·
1970 ·
1974 ·
1978 ·
1979 ·
1981 ·
1983 ·
1985 ·
1987 ·
1989 ·
1991 ·
1992 ·
1993 ·
1994 (individueel) ·
1994 (team) ·
1995 ·
1996 ·
1997 ·
1999 ·
2001 ·
2002 ·
2003 ·
2005 ·
2006 ·
2007 ·
2009 ·
2010 ·
2011 ·
2013 ·
2014 ·
2015 ·
2017 ·
2018 ·
2019 ·
2021 ·
2022 ·
2023